# Usseau (Deux-Sèvres)
Usseau foi uma comuna francesa na região administrativa da Nova Aquitânia, no departamento de Deux-Sèvres. Estendia-se por uma área de 16,24 km². Em 2010 a comuna tinha 1 103 habitantes (densidade: 67,9 hab./km²).
Em 1 de janeiro de 2019, passou a formar parte da nova comuna de Val-du-Mignon.

## Demografia
| 1793 | 1800 | 1806 | 1821 | 1831 | 1836 | 1841 | 1846 | 1851 |
| ---- | ---- | ---- | ---- | ---- | ---- | ---- | ---- | ---- |
| 1030 | -    | -    | -    | -    | -    | -    | -    | -    |